# Symmachia menetas
Espèce
Symmachia menetas est un insecte lépidoptère appartenant à la famille  des Riodinidae et au genre Symmachia.

## Taxonomie
Symmachia menetas a été décrit par Dru Drury en 1782 sous le nom de Papilio menetas.

### Sous-espèces
- Symmachia menetas menetas
- Symmachia menetas eurina Schaus, 1902[1].

## Description
Symmachia batesi est un papillon orange ou rouge au bord costal des ailes antérieures bossu. Le bord costal des antérieures est bordé de marron à noir avec une virgule blanche et quelques taches blanches. Les marges des ailes antérieures et postérieures sont marron à noir.
Le revers présente la même ornementation.

## Écologie et distribution
Symmachia menetas est présent au Brésil et au Surinam.

### Protection
Pas de statut de protection particulier.